# Football League Third Division South
De Football League Third Division South was een Engelse voetbalcompetitie die bestond van 1921 tot 1958.
Een jaar eerder werd de Football League Third Division opgericht met allemaal clubs uit de Southern League, hiermee kwam een einde aan de rivaliteit van de Southern League met de Football League. Voor de oprichting van de Third Division kwamen de meeste clubs uit de Football League uit het industriële Noorden en de Midlands, slechts 7 van de 44 clubs kwamen uit het zuiden (Arsenal, Chelsea, Clapton Orient, Fulham, Tottenham Hotspur en West Ham United, allen uit Londen, en Bristol City)
Het volgende seizoen werd er ook een noordelijke divisie opgericht en werd de naam van de competitie omgedoopt in Third Division South. Kampioen Crystal Palace was er niet meer bij en Grimsby Town transfereerde naar de noordelijke divisie. Aberdare Athletic en Charlton Athletic waren nieuwkomers. Oorspronkelijk waren er 22 clubs, dit ging naar 24 in 1950. Enkel de kampioen kon promoveren dus vele clubs speelden het hele bestaan van de League in dezelfde reeks. Aan het einde van het seizoen moesten de laatste twee clubs een aanvraag indienen om herverkozen te worden voor het volgende jaar, meestal lukte dit wel.
In 1958 fusioneerde de reeks met de Third Division North en werd zo opnieuw gewoon Third Division.

## Kampioenen
| Seizoen | Kampioen                   |
| ------- | -------------------------- |
| 1921/22 | Southampton                |
| 1922/23 | Bristol City               |
| 1923/24 | Portsmouth                 |
| 1924/25 | Swansea Town               |
| 1925/26 | Reading                    |
| 1926/27 | Bristol City               |
| 1927/28 | Millwall                   |
| 1928/29 | Charlton Athletic          |
| 1929/30 | Plymouth Argyle            |
| 1930/31 | Notts County               |
| 1931/32 | Fulham                     |
| 1932/33 | Brentford                  |
| 1933/34 | Norwich City               |
| 1934/35 | Charlton Athletic          |
| 1935/36 | Coventry City              |
| 1936/37 | Luton Town                 |
| 1937/38 | Millwall                   |
| 1938/39 | Newport County             |
| 1939/40 | League stopgezet door WOII |
| 1940/46 | League stilgelegd WOII     |
| 1946/47 | Cardiff City               |
| 1947/48 | Queens Park Rangers        |
| 1948/49 | Swansea Town               |
| 1949/50 | Notts County               |
| 1950/51 | Nottingham Forest          |
| 1951/52 | Plymouth Argyle            |
| 1952/53 | Bristol Rovers             |
| 1953/54 | Ipswich Town               |
| 1954/55 | Bristol City               |
| 1955/56 | Leyton Orient              |
| 1956/57 | Ipswich Town               |
| 1957/58 | Brighton & Hove Albion     |